# Отравление последнего мазовецкого князя Януша
«Отравление последнего мазовецкого князя Януша» (пол. Otrucie ostatniego księcia mazowieckiego Janusza) — картина польского художника Яна Матейко на исторический сюжет, созданная в 1865 году. Хранится в Национальном музее в Варшаве.

## Описание
Единственный персонаж картины — Януш III, князь варшавский, черский и мазовецкий из династии Пястов. Он умер бездетным в 1526 году в возрасте всего 24 лет, и после этого его владения были присоединены к королевскому домену. Ходили слухи о том, что князя отравили.
Матейко изобразил Януша сидящим на престоле. У его ног лежит собака.